# ガルメル (砲艦)

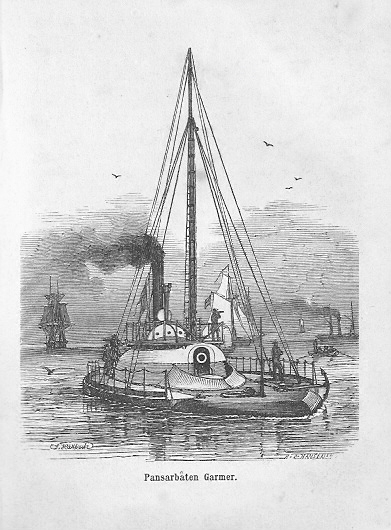
「ガルメル」

ガルメル (Garmer) はスウェーデンの装甲砲艦。
モータラ造船所で建造され、1867年5月19日に進水して1868年11月に竣工した。当時存在していた陸軍の王立岩礁砲兵隊に所属し、同隊が1873年に廃止されると海軍に移された。海軍では三等装甲艇に類別された。ヴェッテルン湖のカールスボリ要塞の側面支援用として建造されたものである。
ジョン・エリクソンとアウグスト・ディ・アイリーによる設計で、船体は曲線で出来ており、また平らな二重船底となっている。基準排水量266トン、全長28.5m、最大幅6.83m、吃水1.71m。または満載排水量271トン、全長28.5m、最大幅6.98m、吃水2.29m。
機関は1気筒蒸気機関1基と煙菅缶1基で出力90指示馬力。速力は契約上は6.6ノット（6ノット）であったが、公試で発揮できたのは5.7ノット（5.5ノット）であった。
兵装はフィンスポング26.7cm前装滑腔砲1門を水線上約1.5mのキューポラ内に搭載した。旋回は出来ないため、向きを変えるには艦そのものを動かさなければならなかった。1877年に10銃身12mm機銃を一つ搭載した。
装甲の厚さは舷側39mm、砲楯前面149mm、司令塔208mm、甲板20mmであった。
乗員は20名。
1893年に除籍され、その10年後に売却された。